# The Big Shot (film, 1931)
Pour plus de détails, voir Fiche technique et Distribution.
The Big Shot est un film américain de Ralph Murphy et Edward Sedgwick, sorti en 1931.

## Fiche technique
- Titre : The Big Shot
- Réalisation : Ralph Murphy et Edward Sedgwick
- Scénario : George Dromgold (en), Joseph Fields, Earl Baldwin et Hal Conklin
- Direction artistique : Carroll Clark
- Photographie : Arthur C. Miller
- Montage : Charles Craft (en)
- Société de production : RKO Pictures
- Pays d'origine : États-Unis
- Format : Noir et blanc - Mono
- Genre : comédie
- Date de sortie : 1931

## Distribution
- Eddie Quillan : Ray Smith
- Maureen O'Sullivan : Doris Thompson
- Mary Nolan : Fay Turner
- Roscoe Ates : Rusty
- Belle Bennett : Mme Isabel Thompson
- Arthur Stone : Old Timer
- Louis John Bartels : Mr Howell
- Otis Harlan : Docteur Peaslee
- William Eugene : Jack Spencer
- Edward McWade (en) : Oncle Ira
- Harvey Clark : Mr Hartman